# Abdul Rahman (Konvertit)
Abdul Rahman (* 1965 in Kabul, Afghanistan) ist ein Afghane, der in seinem Heimatland wegen Abfalls vom Islam angeklagt wurde. Im Falle einer Verurteilung hätte ihm die Todesstrafe gedroht. Die Anklage wurde am 26. März 2006 wegen Formfehlern an die Staatsanwaltschaft zurückverwiesen. Der von der Todesstrafe Bedrohte wurde am 28. März aus dem Gefängnis entlassen. Heute genießt er Asyl in Italien.
Abdul Rahman konvertierte 1990 als Mitarbeiter einer christlichen Hilfsorganisation in Pakistan zum Christentum. 1993 zog er nach Deutschland. In Passau und Nürnberg beantragte er im Frühjahr 2000 erfolglos Asyl. Nach dem Sturz der Taliban kehrte er 2002 nach Afghanistan zurück. Im Februar 2006 wurde er verhaftet, nachdem sein Vater sein Bekenntnis zum Christentum der Polizei gemeldet hatte und eine Bibel bei ihm entdeckt worden war. Schon früher hatte sich seine Frau von ihm wegen der Konversion scheiden lassen. Er hat zwei Töchter.

## Hintergrund
Die Affäre rückte einen Widerspruch der Verfassung der Islamischen Republik Afghanistan in den Vordergrund, die zwar Religionsfreiheit garantiert, aber auch die Schari'a als Grundlage hat. Dies führte zu einem internationalen Eklat: Der deutsche Außenminister Frank-Walter Steinmeier erinnerte die Regierung in Kabul an die Internationale Menschenrechtskonvention, die das Land unterzeichnet habe. US-amerikanische und deutsche Politiker forderten daher eine Änderung der einschlägigen afghanischen Gesetze. Einige Politiker stellten den weiteren Bundeswehreinsatz in Afghanistan in Frage, worauf der afghanische Wirtschaftsminister Amin Farhang antwortete, dies grenze an Erpressung. Der Sprecher des Obersten Gerichts in Kabul, Wakil Omari, erklärte hingegen, Rahman könne für psychisch gestört erklärt und auf freien Fuß gesetzt werden. Während der Staatsanwalt auf dem Urteil beharrte, hegte der Richter Hoffnung auf eine andere Lösung: „Wir werden ihn fragen, ob er seine Meinung, ein Christ zu sein, geändert hat. Wenn ja, werden wir ihm vergeben, denn der Islam ist eine tolerante Religion.“ Trotz drohenden Todesurteiles war Rahman jedoch nicht bereit, zurück zum Islam zu konvertieren.
Am 26. März erklärte der zuständige Richter Ansarullah Mawlavizada: „Der Fall wurde aufgrund einiger Fehler und Unzulänglichkeiten sowohl technischer als auch rechtlicher Natur an die Staatsanwaltschaft zurückgewiesen.“
Am 29. März 2006 traf Rahman in Italien ein, wo ihm Asyl gewährt wurde.